# Аварійне становище
«Аварійне становище» («Аварийное положение») — радянський художній фільм 1973 року, знятий режисером Борисом Дуровим на Творчому об'єднанні «Екран».

## Сюжет
Взимку на селі знову розійшовся грип. Директор інтернату виступає із пропозицією до сільського шофера Кузьмича підмінити на якийсь час у 6 «А» класі злеглих викладачів. Кузьмич не мудруючи, бере на себе відповідальне доручення і вирішує зробити з інтернату зразково-показовий навчальний заклад. Він сміливо влаштовує ремонт спалень та кімнати відпочинку, а для того, щоб молодь залишалася на селі, організовує конкурс. За зразкове навчання і відмінну поведінку клас, що переміг, вирушить наступного літа на Кримське узбережжя. Попередній фільм — «Ось моє село» (1972), де показується сільське життя та його мешканці.

## У ролях
- Віктор Іллічов — 'Кузьма Буреломов, шофер
- Зоя Федорова — Глафіра Василівна
- Ірина Мурзаєва — Тереза Іванівна, вчителька
- Олексій Чернов — Павло Павлович, вчитель
- Олена Драпеко — Марійка, піонервожата
- Віталій Соломін — Дмитро Миколайович, директор школи
- Лев Дуров — Валер'ян
- Катя Єфімова — Іра Капустіна
- Алла Хафізова — Оля Тьолкіна
- Діма Можаєв — Коля Зябликов
- Сергій Гавриленко — Сергій Баранов
- Саша Галанський — Вітя Холодков
- Саша Мига — Івашкін
- Сергій Ейбоженко — Борзов
- Петро Черкашин — Вася Орєшкін
- Андрій Харибін — Митя Лавриков
- Олександр Кузнецов — Олександр Павлович, директор радгоспу
- Михайло Глузський — Михайло Андрійович
- Віталій Леонов — Борзов
- Надія Самсонова — епізод
- Іра Григор'єва — Іра

## Знімальна група
- Режисер — Борис Дуров
- Сценаристи — Юз Алешковський, Борис Дуров
- Оператор — Олександр Воропаєв
- Композитор — Євген Птичкін
- Художник — Петро Пророков